# Alpkrassing
Alpkrassing (Hornungia alpina) är en korsblommig växtart som först beskrevs av Carl von Linné, och fick sitt nu gällande namn av Oliver Appel. Enligt Catalogue of Life ingår Alpkrassing i släktet stenkrassingar och familjen korsblommiga växter, men enligt Dyntaxa är tillhörigheten istället släktet stenkrassingar och familjen korsblommiga växter. Arten förekommer tillfälligt i Sverige, men reproducerar sig inte.

## Underarter
Arten delas in i följande underarter:
- H. a. alpina
- H. a. auerswaldii
- H. a. austroalpina
- H. a. brevicaulis
- H. a. font-queri
- H. a. polatschekii

## Bildgalleri

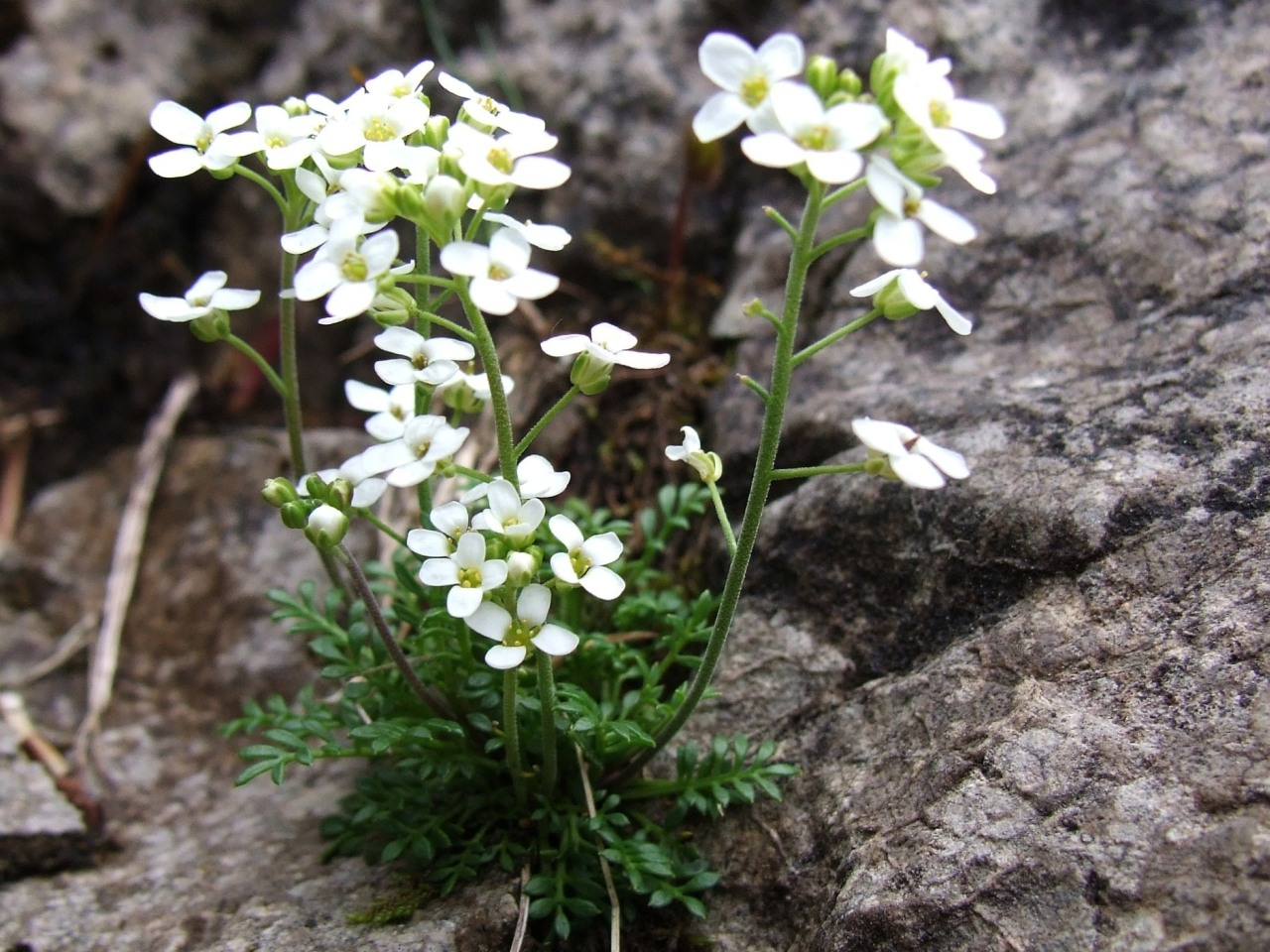
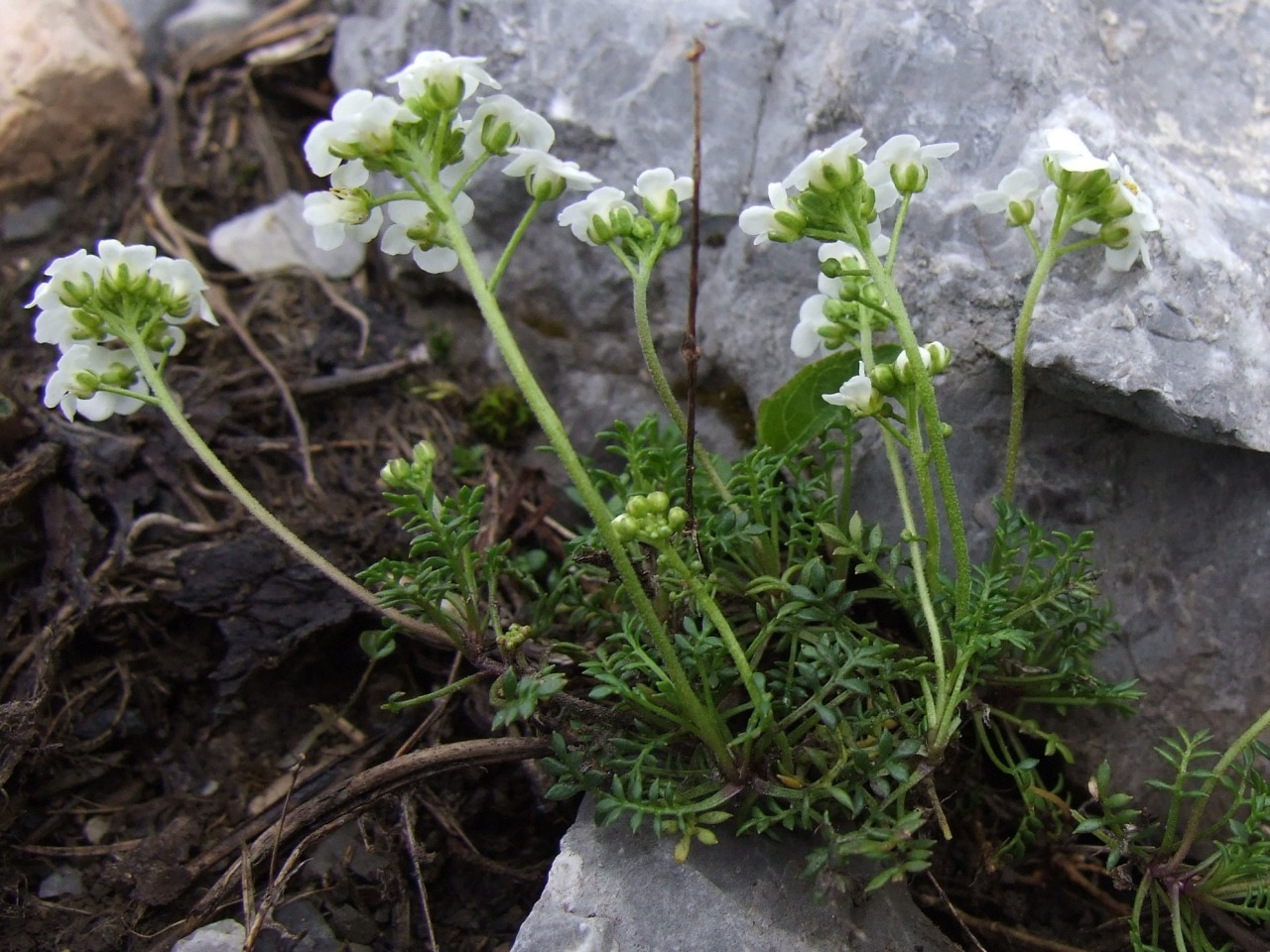
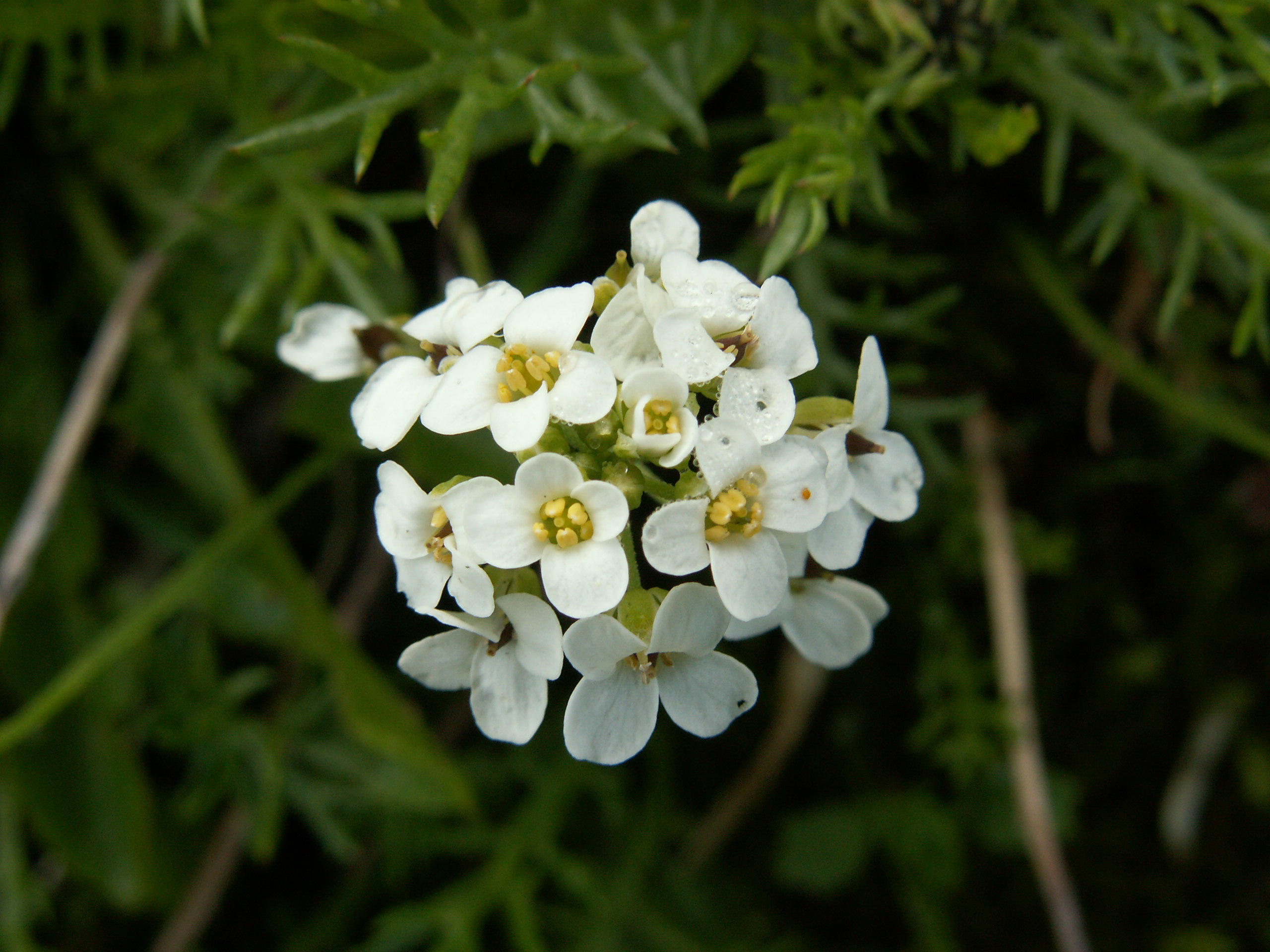
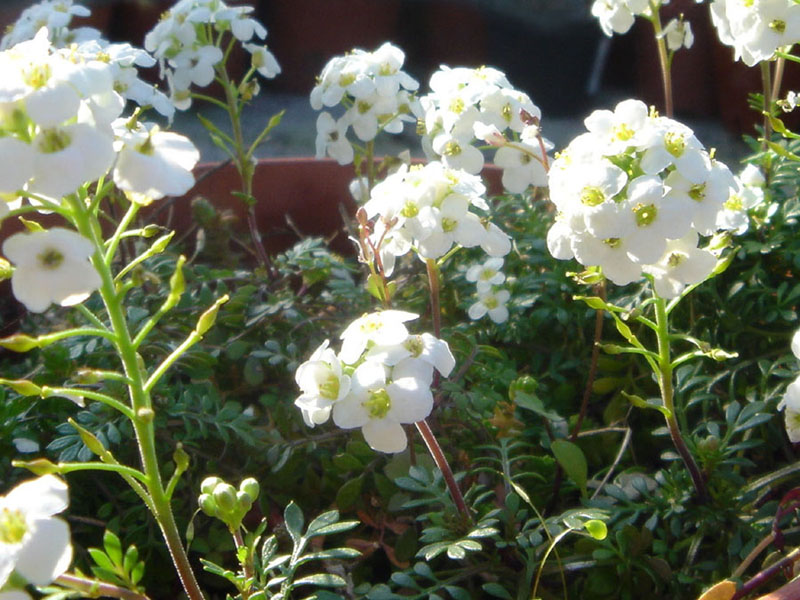
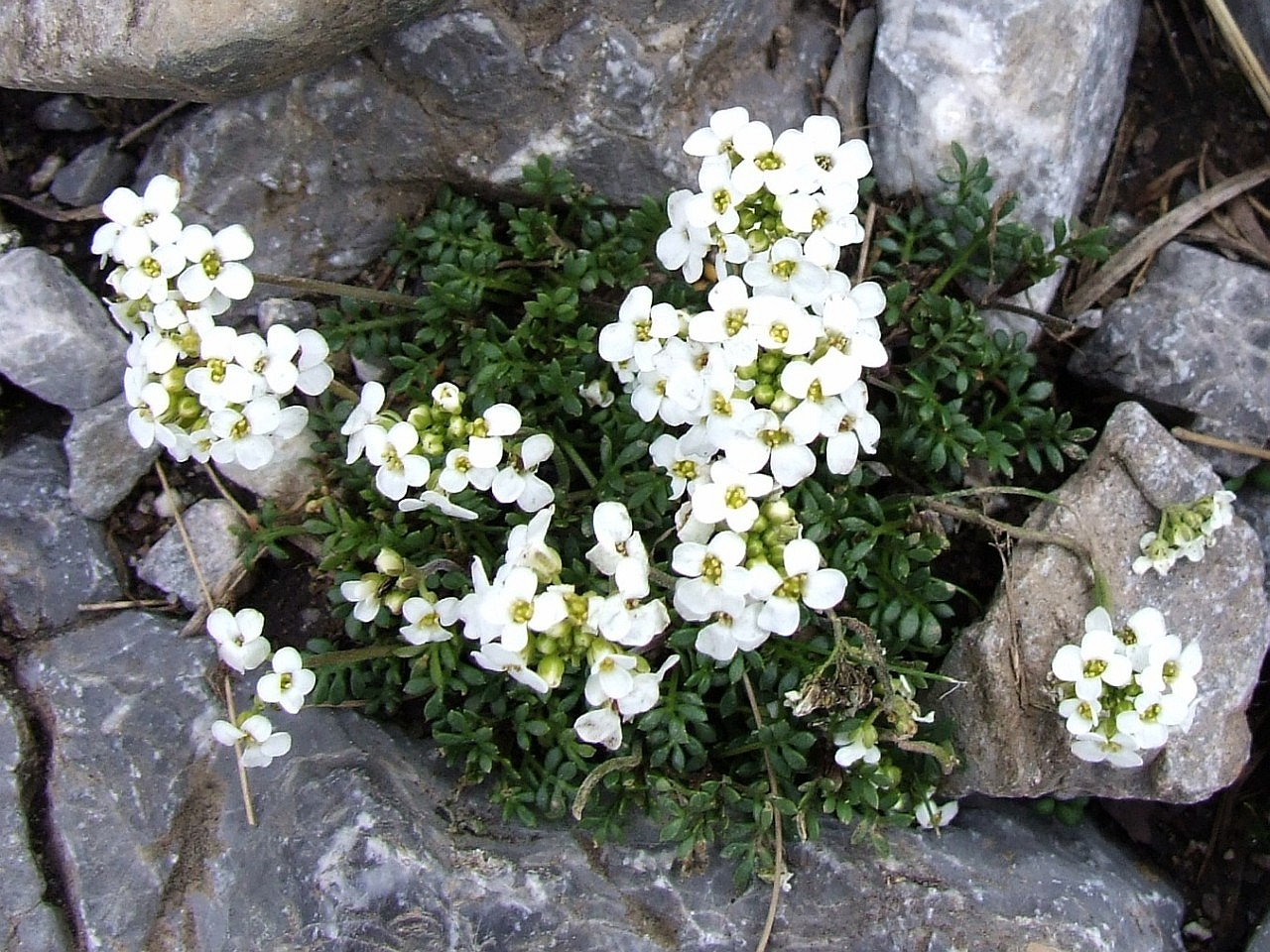
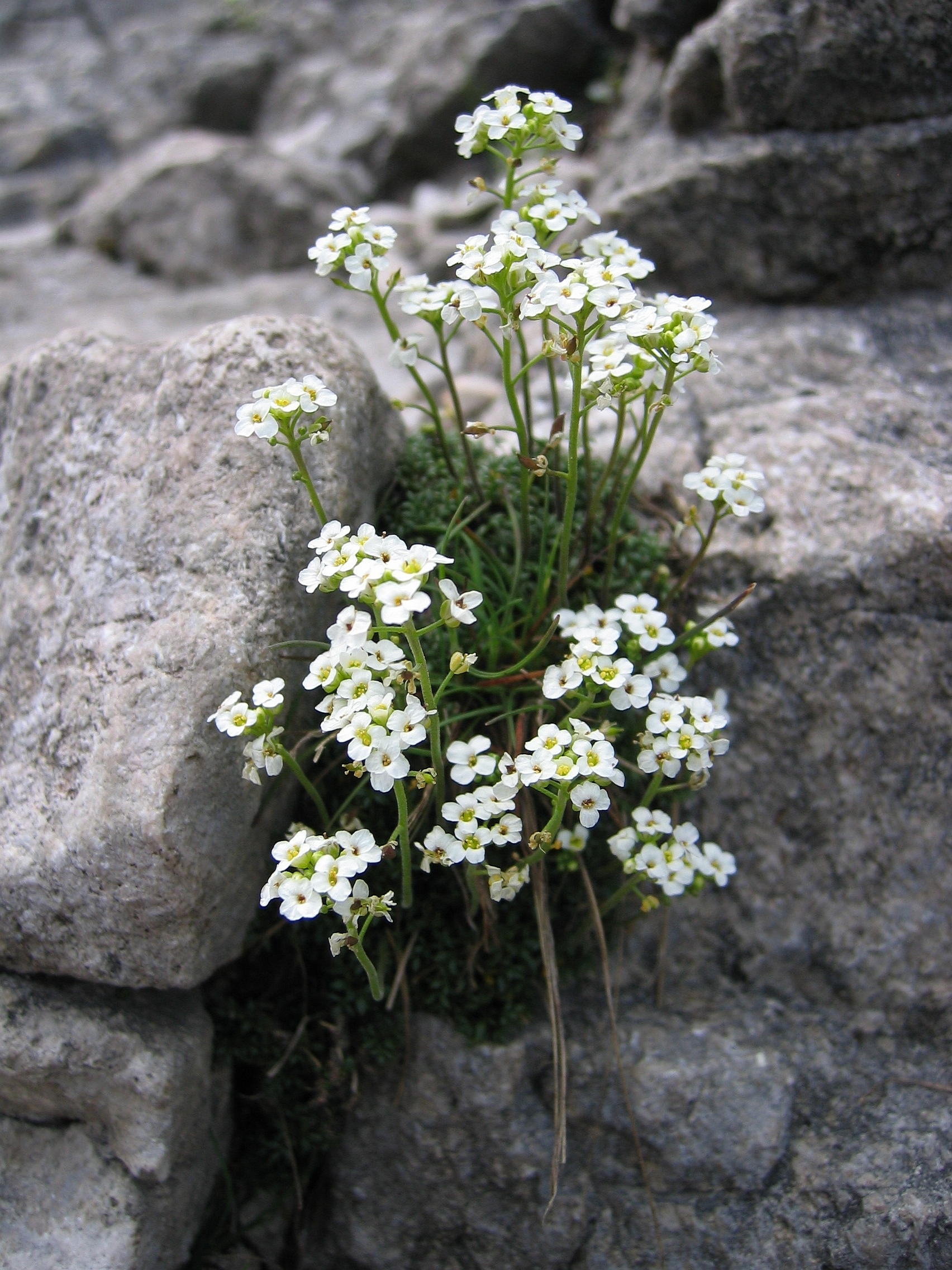